# El principiant
El principiant (títol original: The Rookie) és una pel·lícula estatunidenca dirigida per Clint Eastwood, estrenada l'any 1990. Ha estat doblada al català.

## Argument
David Ackerman, un jove recluta de la policia de Los Angeles ha de prendre el relleu d'un policia que tot just acaba de morir i fer equip amb Nick Pulovski, un veterà de mètodes poc ortodoxes. Junts, s'apropen a una banda de lladres de cotxes dirigida per un cert Ström.

## Repartiment
- Clint Eastwood: Nick Pulovski
- Charlie Sheen: David Ackerman
- Raúl Juliá: Strom
- Tom Skerritt: Eugene Ackerman
- Sonia Braga: Liesl
- Lara Flynn Boyle: Sarah
- Paul Ben-Victor: Little Felix
- Tony Plana: Morals
- Roberta Vasquez: Heather Torres
- Xander Berkeley: Blackwell
- Pepe Serna: el tinent Garcia
- Coleby Lombardo: el germà del David

## Producció

### Desenvolupament
El 1988, el projecte per poc es munta amb Craig R. Baxley com a director i amb Matthew Modine i Gene Hackman als papers principals, però una vaga de la Screen Actors Guild ho va qüestionar.
El projecte va ser rellançat alguns anys més tard. Clint Eastwood accepta de realitzar aquest film a condició que la Warner financi el seu film precedent, Caçador blanc, cor negre, estrenada alguns mesos abans.

### Rodatge
El rodatge ha tingut lloc d'abril a juliol de 1990, principalment a Los Angeles (Highland Park, East Los Angeles, San Pedro, South Los Angeles). Es van fer servir altres llocs i ciutats de Califòrnia (desert dels Mojaves, San José, Saratoga).
Buddy Van Horn, antic doble de Clint Eastwood que va dirigir a Any Which Way You Can (1980), L'inspector Harry és l'últim blanc (1988) i Pink Cadillac (1989), ha supervisat diverses escenes d'acció de El principiant, sobretot la carrera-persecució sobre l'autopista i l'evasió del hangar onl és presoner Nick Pulovski.
Clint Eastwood va abandonar el rodatge durant 5 dies, per presenciar la projecció del seu film precedent Caçador blanc, cor negre al festival de Canes 1990. Aquesta parada de la producció hauria costat 1.500.000 $.

## Al voltant de la pel·lícula
- Nick Pulovski s'assembla a Harry Callahan, un altre personatge interpretat per Clint Eastwood, que també té per reputació que els seus companys es facin matar o ferir.

- Quan la dona de David Ackerman és agredida al seu domicili, sobre la televisió es veuen algunes imatges d'un vell film en blanc i negre amb una gran aranya peluda i molt dolenta: es tracta de Tarantula! un film de Jack Arnold, primera aparició de Clint Eastwood al cinema.